# 甲斐孝太郎
甲斐 孝太郎（かい こうたろう、2001年11月5日 - ）は、日本の男子バレーボール選手である。

## 来歴
宮崎県出身。小学2年生からバレーボールを始めた。
2017年、宮崎県立日南振徳高等学校に進学。2020年、全日本高等学校選手権大会（春高バレー）で3位入賞を果たした。
2020年、専修大学に進学。2歳下の弟・甲斐優斗も同じ高校と大学に進学した。しかし大学では、優斗は入学した2022年から日本代表に選出されたため、一緒に戦う機会が多くなかった。2022年、12月から開催となった「男子日本代表候補若手有望選手合宿」の参加メンバーに選出された。2023年、ユニバーシアード日本代表に選出され、ユニバーシアードの試合に出場した。
2023-24シーズン、V.LEAGUE DIVISION1 MEN（V1男子）に所属するサントリーサンバーズの内定選手となった。内定選手としてV1男子の試合に出場し、Vリーグデビューを果たした。
2025年、ワールドユニバーシティゲームズ日本代表に選出された。

## 球歴
- ユニバーシアード日本代表 - 2023年、2025年

## 所属チーム
- 宮崎県立日南振徳高等学校（2017-2020年）
- 専修大学（2020-2024年）
- サントリーサンバーズ大阪（2024年-）